# رصدخانه اینشتین
رصدخانه انیشتین (به انگلیسی: Einstein Observatory) اولین تلسکوپ تصویربرداری به‌طور کامل با اشعه ایکس و دومین تلسکوپ رصدخانه نجومی انرژی بالای ناسا بود. نام این تلسکوپ قبل از پرتاب HEAO B گذاشته شد اما نام آن پس از موفقیت در قرارگیری در مدار، به احترام آلبرت اینشتین، به اینشتین تغییر کرد.